# Russellite
La russellite è un minerale appartenente al gruppo della koechlinite.